# Liste de peintures de Philippe de Champaigne
Cette page dresse la liste des peintures de Philippe de Champaigne, peintre français d'origine bruxelloise au XVIIe siècle.

## Liste chronologique

### Années 1620
| Image | Titre                                                                       | Date           | Techniques et dimensions     | Commentaire                                                | Lieu de conservation                                       | Référence             |
| ----- | --------------------------------------------------------------------------- | -------------- | ---------------------------- | ---------------------------------------------------------- | ---------------------------------------------------------- | --------------------- |
|       |                                                                             |                |                              |                                                            |                                                            |                       |
|       | Le prévôt des marchands et les échevins de Paris implorant sainte Geneviève | 1625           | Huile sur toile 300 x 200 cm | Peint en collaboration avec Georges Lallemant              | Montigny-Lencoup, église Sainte-Geneviève                  | Dorival, no 144       |
|       | Portrait de trois femmes dit Les Trois Âges                                 | 1627           | Huile sur toile 54 x 65 cm   |                                                            | Collection particulière                                    | Dorival, no 227       |
|       | Anges musiciens                                                             | vers 1628      | Huile sur toile 114 x 147 cm |                                                            | Paris, musée du Louvre                                     | Dorival, no 94        |
|       | Portrait de Charlotte Duchesne                                              | vers 1628      | Huile sur toile 31 x 28 cm   | Attribution rejetée par Bernard Dorival                    | Barnard Castle, The Bowes Museum                           | Dorival, no 1751      |
|       | Portrait de Charlotte Duchesne                                              | vers 1628      | Huile sur toile 65 x 50,5 cm |                                                            | Brno, Moravská galerie                                     | Non catalogué         |
|       | Etude de deux têtes d'hommes                                                | vers 1628      | Huile sur toile              |                                                            | Collection particulière                                    | Dorival, no 43        |
|       | Etude de deux têtes d'hommes                                                | vers 1628      | Huile sur toile 42 x 54 cm   |                                                            | Dijon, musée des Beaux-Arts                                | Dorival, no 44        |
|       | Tête de vieil homme                                                         | vers 1628      | Huile sur toile 46 x 34,5 cm |                                                            | Saint-Cloud, musée du Grand Siècle                         | Dorival, no 31        |
|       | L'Adoration des mages                                                       | vers 1628 ?    | Huile sur toile 280 x 121 cm | Aujourd'hui attribué à l'atelier de Philippe de Champaigne | Le Mans, musée de Tessé                                    | Dorival, no 42        |
|       | La lamentation sur le Christ mort                                           | vers 1628 ?    | Huile sur toile 73 x 59 cm   |                                                            | Magny-les-Hameaux, musée national de Port-Royal-des-Champs |                       |
|       | Le songe de saint Joseph                                                    | vers 1628-1629 | Huile sur toile 343 x 310 cm | Tableau ruiné                                              | Paris, musée du Louvre                                     | Dorival, no 28        |
|       | Saint Germain d'Auxerre                                                     | vers 1628-1630 | Huile sur toile 188 x 60 cm  |                                                            | Bruxelles, musée royal des Beaux-Arts                      | Dorival, no 110       |
|       | Saint Vincent                                                               | vers 1628-1630 | Huile sur toile 188 x 60 cm  |                                                            | Bruxelles, musée royal des Beaux-Arts                      | Dorival, no 134       |
|       | Enfant au faucon dit Portrait d'Anne-Marie de Chevreuse                     | 1629 ?         | Huile sur toile 123 x 89 cm  |                                                            | Paris, musée du Louvre                                     | Dorival, no 159       |
|       | L'Adoration des bergers                                                     | vers 1629      | Huile sur toile 390 x 246 cm |                                                            | Lyon, musée des Beaux-Arts                                 | Dorival, no 38        |
|       | Le Christ sauveur                                                           | vers 1629      | Huile sur toile 219 x 152 cm |                                                            | Québec, chapelle des Ursulines                             | Dorival, no 1674      |
|       | Portrait de Louis XIII                                                      | vers 1629      | Huile sur toile 205 x 144 cm | Œuvre d'atelier                                            | Paris, église du Val-de-Grâce                              | Dorival, suppl., n°XV |
|       | La Sainte Face                                                              | avant 1630     | Huile sur bois 35,1 x 27 cm  |                                                            | Collection particulière                                    | Dorival, no 65        |

### Années 1630
| Image | Titre                                                           | Date           | Techniques et dimensions       | Commentaire                                                            | Lieu de conservation                                       | Référence              |
| ----- | --------------------------------------------------------------- | -------------- | ------------------------------ | ---------------------------------------------------------------------- | ---------------------------------------------------------- | ---------------------- |
|       |                                                                 |                |                                |                                                                        |                                                            |                        |
|       | Céphale et Procris                                              | vers 1630      | Huile sur toile 103 x 170 cm   |                                                                        | Collection particulière                                    |                        |
|       | Diane et Procris                                                | vers 1630      | Huile sur toile 73 x 155 cm    |                                                                        | Collection particulière                                    |                        |
|       | La Pentecôte                                                    | vers 1630      | Huile sur toile 386 x 255 cm   |                                                                        | Saint-Flour, cathédrale Saint-Pierre                       | [ 1 ]                  |
|       | La Présentation au Temple                                       | vers 1630      | Huile sur toile 398 x 327 cm   |                                                                        | Dijon, musée des Beaux-Arts                                | Dorival, no 45         |
|       | La Sainte Face                                                  | vers 1630      | Huile sur bois 36,5 x 28 cm    |                                                                        | Collection particulière                                    | Dorival, no 2043 bis   |
|       | La Résurrection du Christ                                       | vers 1630      | Huile sur toile 110 x 180 cm   |                                                                        | Lerné, église Saint-Martin                                 |                        |
|       | Portrait de Marie de Bragelonne, Madame Bouthillier             | vers 1630-1635 | Huile sur toile 67 x 53,5 cm   |                                                                        | Collection particulière                                    | Dorival, no 151        |
|       | Saint Jérôme                                                    | vers 1630-1635 | Huile sur toile 94 x 120,5 cm  |                                                                        | Cincinnati, Art Museum                                     | [ 2 ]                  |
|       | L'Annonciation                                                  | 1631           | Huile sur toile 297 x 252 cm   |                                                                        | Caen, musée des Beaux-Arts                                 | Dorival, no 20         |
|       | L'Assomption                                                    | vers 1631-1632 | Huile sur toile 395 x 243 cm   |                                                                        | Paris, musée du Louvre                                     | Dorival, no 82         |
|       | L'Assomption                                                    | vers 1632-1633 | Huile sur toile 371 x 235 cm   |                                                                        | Collection particulière                                    | Dorival, no 83         |
|       | Saint Arsène                                                    | 1633           | Huile sur toile 60 x 76,8 cm   |                                                                        | Houston, Museum of Fine Arts                               | Dorival, suppl., no 29 |
|       | Dieu le père créant l'univers matériel                          | vers 1633      | Huile sur toile 175 x 220 cm   |                                                                        | Rouen, musée des Beaux-Arts                                | Dorival, no 4          |
|       | La Résurrection de Lazare                                       | vers 1633      | Huile sur toile 384 x 302 cm   |                                                                        | Grenoble, musée de Grenoble                                | Dorival, no 56         |
|       | Portrait du cardinal de Richelieu                               | vers 1633-1634 | Huile sur toile 66 x 48 cm     |                                                                        | Sermentizon, château d'Aulteribe                           | Dorival, no 203        |
|       | Portrait du cardinal de Richelieu                               | vers 1633-1634 | Huile sur toile 212 x 143 cm   |                                                                        | Collection particulière                                    | Dorival, suppl., no 95 |
|       | Portrait du cardinal de Richelieu                               | 1634           | Huile sur toile 220 x 148 cm   |                                                                        | Paris, Ministère des Affaires étrangères                   | Dorival, no 204        |
|       | La réception du duc de Longueville dans l'Ordre du Saint-Esprit | 1634-1635      | Huile sur toile 293 x 400 cm   |                                                                        | Toulouse, musée des Augustins                              | Dorival, no 179        |
|       | La réception du duc de Longueville dans l'Ordre du Saint-Esprit |                | Huile sur toile 290 x 358 cm   |                                                                        | Troyes, musée des Beaux-Arts                               | Dorival, no 180        |
|       | La réception du duc de Longueville dans l'Ordre du Saint-Esprit |                | Huile sur toile 64,4 x 92 cm   |                                                                        | Collection particulière                                    | Dorival, no 181        |
|       | Le Sacrifice d'Isaac                                            | avant 1635     | Huile sur toile 180 x 150 cm   |                                                                        | Collection particulière                                    | Dorival, no 11         |
|       | Louis XIII couronné par la Victoire                             | 1635           | Huile sur toile 226 x 176 cm   |                                                                        | Paris, musée du Louvre                                     | Dorival, no 182        |
|       | Jeanne d’Arc en pied                                            | 1635           | Huile sur toile 248 x 139 cm   | détruit en 1940 lors de la destruction du musée Jeanne-d’Arc d'Orléans | Détruit, autrefois à Orléans, musée Jeanne-d'Arc           |                        |
|       | Portrait de Gaston de Foix                                      | vers 1635      | Huile sur toile 216 x 140 cm   |                                                                        | Versailles, musée national du château                      | Dorival, no 168        |
|       | Portrait de Blaise de Lasseran, maréchal de Monluc              | vers 1635      | Huile sur toile                |                                                                        | Collection particulière                                    | Dorival, no 196        |
|       | L'Histoire écrivant sur les épaules du Temps (esquisse)         | vers 1635      | Huile sur toile 50 x 53 cm     |                                                                        | Paris, musée du Louvre                                     | Non catalogué          |
|       | Le Christ et la Cananéenne                                      | vers 1635      | Huile sur toile 250 x 139 cm   |                                                                        | Paris, église du Val-de-Grâce                              | Dorival, no 54         |
|       | L'entrée du Christ à Jérusalem                                  | vers 1635      | Huile sur toile 250 x 184 cm   |                                                                        | Paris, église du Val-de-Grâce                              | Dorival, no 58         |
|       | La Pentecôte                                                    | vers 1635      | Huile sur toile 251 x 232 cm   |                                                                        | Paris, église du Val-de-Grâce                              | Dorival, no 81         |
|       | L'Ascension                                                     | vers 1635      | Huile sur toile 258 x 239 cm   |                                                                        | Paris, église du Val-de-Grâce                              | Dorival, no 79         |
|       | Portrait du cardinal de Richelieu                               | vers 1635      | Huile sur toile 242 x 167 cm   |                                                                        | Chaalis, abbaye royale, Fondation Jacquemart-André         | [ 4 ]                  |
|       | La Vierge et L'Ange de l'Annonciation                           | vers 1635-1639 | Huiles sur toile               |                                                                        | New York, New York Historical Society                      | Dorival, suppl., no 5  |
|       | Portrait du cardinal de Richelieu                               | 1636           | Huile sur toile 205 x 144 cm   |                                                                        | Chantilly, musée Condé                                     | Dorival, no 205        |
|       | La Nativité de la Vierge                                        | vers 1636      | Huile sur toile 435 x 430 cm   |                                                                        | Arras, musée des Beaux-Arts                                | Dorival, no 15         |
|       | La Présentation de la Vierge au Temple                          | vers 1636      | Huile sur toile 435 x 430 cm   |                                                                        | Arras, musée des Beaux-Arts                                | Dorival, no 17         |
|       | L'Annonciation                                                  | vers 1636      | Huile sur toile 215 x 170 cm   |                                                                        | Montrésor, collégiale Saint-Jean-Baptiste                  | Dorival, no 21         |
|       | La Présentation de la Vierge au Temple                          | après 1636     | Huile sur toile 95 x 130 cm    |                                                                        | Collection particulière                                    | Dorival, suppl., no 6  |
|       | L'Adoration des mages                                           | après 1636     | Huile sur toile 95 x 130 cm    |                                                                        | Collection particulière                                    | Dorival, suppl., no 7  |
|       | Portrait de Louis XIII assis sur son trône                      | 1637           | Huile sur toile 267 x 173 cm   |                                                                        | Paris, musée du Louvre                                     | Dorival, no 183        |
|       | Portrait du cardinal de Richelieu                               | vers 1637      | Huile sur toile 259,5 x 178 cm |                                                                        | Londres, National Gallery                                  | Dorival, no 207        |
|       | Portrait du cardinal de Richelieu                               | vers 1637      | Huile sur toile 214 x 143 cm   |                                                                        | Collection particulière                                    | Dorival, no 208        |
|       | Le vœu de Louis XIII                                            | 1637-1638      | Huile sur toile 345 x 208 cm   |                                                                        | Caen, musée des Beaux-Arts                                 | Dorival, no 184        |
|       | Le songe de saint Joseph                                        | vers 1638      | Huile sur toile 211 x 158 cm   |                                                                        | Londres, The National Gallery                              | Dorival, no 29         |
|       | Etude de trois têtes d'hommes                                   | vers 1638      | Huile sur toile                |                                                                        | Collection particulière                                    | Dorival, suppl., no 8  |
|       | L'Assomption                                                    | vers 1638      | Huile sur toile 354 x 179 cm   |                                                                        | Grenoble, musée de Grenoble                                | Dorival, no 84         |
|       | Saint Jean Baptiste                                             | vers 1638      | Huile sur toile 64,5 x 50,5 cm |                                                                        | Collection particulière                                    | [ 5 ]                  |
|       | Portrait de Louis XIII                                          | 1639           | Huile sur toile 222,3 x 134 cm |                                                                        | Grenoble, musée de Grenoble (dépôt de la Banque de France) | Dorival, no 186        |
|       | Portrait du cardinal de Richelieu                               | vers 1639      | Huile sur toile 222 x 155 cm   |                                                                        | Paris, musée du Louvre                                     | Dorival, no 209        |
|       | Portrait du cardinal de Richelieu                               | vers 1639      | Huile sur toile 128 x 97 cm    |                                                                        | Versailles, musée national du château                      | Dorival, no 210        |

### Années 1640
| Image | Titre | Date           | Techniques et dimensions            | Commentaire                                                                                | Lieu de conservation                                       | Référence                  |
| ----- | --- | -------------- | ----------------------------------- | ------------------------------------------------------------------------------------------ | ---------------------------------------------------------- | -------------------------- |
|       | |                |                                     |                                                                                            |                                                            |                            |
|       | Portrait du cardinal de Richelieu                                                                             | 1640           | Huile sur toile 245 x 164 cm        |                                                                                            | Paris, Chancellerie des Universités                        | Dorival, no 211            |
|       | Portrait de Louis XIII                                                                                        | vers 1640      | Huile sur toile 75 x 62 cm          |                                                                                            | Paris, musée Carnavalet                                    |                            |
|       | Portrait du cardinal de Richelieu                                                                             | vers 1640-1642 | Huile sur toile 225 x 156 cm        |                                                                                            | Varsovie, musée national                                   | Dorival, no 212            |
|       | Petite fille aux mains jointes                                                                                | vers 1640-1650 | Huile sur toile 70 x 58 cm          | Attribution rejetée par Bernard Dorival, mais aujourd'hui rendue à Philippe de Champaigne. | Paris, musée du Louvre                                     | Dorival, no 1855           |
|       | L'Annonciation                                                                                                | vers 1641      | Huile sur toile 120 x 150 cm        |                                                                                            | Toulouse, musée des Augustins                              | Dorival, no 23             |
|       | Portrait de Jules Mazarin                                                                                     | vers 1641      | Huile sur toile                     |                                                                                            | Collection particulière                                    | [ 6 ]                      |
|       | Dieu le père dans sa gloire entouré des séraphins, des dominations et des principautés                        | vers 1641-1644 | Fresque                             |                                                                                            | Paris, chapelle de la Sorbonne                             | Dorival, no 2              |
|       | Saint Grégoire                                                                                                | vers 1641-1644 | Fresque                             |                                                                                            | Paris, chapelle de la Sorbonne                             | Dorival, no 119            |
|       | Saint Ambroise                                                                                                | vers 1641-1644 | Fresque                             |                                                                                            | Paris, chapelle de la Sorbonne                             | Dorival, no 97             |
|       | Saint Augustin                                                                                                | vers 1641-1644 | Fresque                             |                                                                                            | Paris, chapelle de la Sorbonne                             | Dorival, no 98             |
|       | Saint Jérôme                                                                                                  | vers 1641-1644 | Fresque                             |                                                                                            | Paris, chapelle de la Sorbonne                             | Dorival, no 126            |
|       | La Présentation au Temple                                                                                     | 1642           | Huile sur toile 109 x 86,5 cm       |                                                                                            | Ponce, Museo de Arte                                       | Dorival, no 48             |
|       | Triple portrait du cardinal de Richelieu                                                                      | 1642           | Huile sur toile 58 x 72 cm          |                                                                                            | Londres, National Gallery                                  | Dorival, no 213            |
|       | Portrait du cardinal de Richelieu de profil                                                                   | vers 1642      | Huile sur toile 52,9 x 41,4 cm      |                                                                                            | Collection particulière                                    | Dorival, no 392            |
|       | Portrait du cardinal de Richelieu de profil                                                                   | vers 1642      | Huile sur toile 59 x 46 cm          |                                                                                            | Strasbourg, musée des Beaux-Arts                           | Dorival, suppl., no 8 bis  |
|       | La Vierge à l'Enfant                                                                                          |                | Huile sur toile 74,5 x 60 cm        |                                                                                            | Munich, Alte Pinakothek                                    | Dorival, no 2042           |
|       | La Vierge à l'Enfant                                                                                          |                | Huile sur toile 82 x 65 cm          |                                                                                            | Collection particulière                                    | Dorival, suppl., no 1      |
|       | La Vierge à l'Enfant                                                                                          |                | Huile sur toile 75 x 60 cm          |                                                                                            | Collection particulière                                    | Dorival, no 91             |
|       | Le denier de César                                                                                            | après 1642     | Huile sur toile 138,5 x 188 cm      |                                                                                            | Montréal, musée des Beaux-Arts                             | Dorival, no 57             |
|       | Portrait de Jean-Pierre Camus                                                                                 | 1643           | Huile sur toile 73 x 50 cm          |                                                                                            | Gand, musée des Beaux-Arts                                 | Dorival, no 155            |
|       | Portrait d'homme                                                                                              | 1643           | Huile sur toile 59 x 52 cm          |                                                                                            | Nîmes, musée des Beaux-Arts                                | Dorival, no 223            |
|       | L'Annonciation                                                                                                | 1643           | Huile sur toile 260 x 210 cm        |                                                                                            | Clermont-Ferrand, église Notre-Dame-du-Port                | Dorival, no 22             |
|       | La Nativité                                                                                                   | vers 1643      | Huile sur toile 208 x 115 cm        |                                                                                            | Lille, musée des Beaux-Arts                                | Dorival, no 34             |
|       | L'Assomption                                                                                                  | vers 1643      | Huile sur bois 140 x 108 cm         |                                                                                            | Cherbourg, musée Thomas-Henry                              | Dorival, no 85             |
|       | Portrait de Philippe de La Trémoïlle                                                                          | vers 1643      | Huile sur toile 64 x 55 cm          |                                                                                            | Amsterdam, Rijksmuseum                                     | Dorival, no 172            |
|       | Portrait présumé de Vincent Voiture dit aussi Portrait de Jacques Tubeuf                                      | vers 1643      | Huile sur toile 67 x 53 cm          |                                                                                            | Clermont-Ferrand, musée d'art Roger-Quilliot               | Dorival, suppl., no 9      |
|       | La Visitation                                                                                                 | vers 1643      | Huile sur toile 112 x 98 cm         |                                                                                            | Seattle, Art Museum                                        | Dorival, no 30             |
|       | La Visitation                                                                                                 | vers 1643-1648 | Huile sur toile 77 x 93 cm          |                                                                                            | Collection particulière                                    | Dorival, suppl., no 10     |
|       | La Visitation                                                                                                 | vers 1643-1648 | Huile sur toile 115 x 89 cm         |                                                                                            | Princeton, University Art Museum                           | Dorival, suppl., no 11     |
|       | Portrait de Noël de Bullion                                                                                   | après 1643     | Huile sur toile 148 x 124 cm        |                                                                                            | Collection particulière                                    | Dorival, no 154            |
|       | L'Ange gardien                                                                                                | vers 1643-1645 | Huile sur toile 258 x 175 cm        |                                                                                            | Paris, chapelle de l'Hôpital Laennec                       | Dorival, no 95             |
|       | La Visitation (modello)                                                                                       | vers 1643-1646 | Huile sur toile 92 x 73 cm          |                                                                                            | Genève, musée d'Art et d'Histoire                          | Dorival, no 33             |
|       | La Visitation                                                                                                 | vers 1643-1646 | Huile sur toile 302 x 199 cm        |                                                                                            | Villeneuve-lès-Avignon, musée Pierre-de-Luxembourg         | Dorival, no 32             |
|       | Le mariage de la Vierge                                                                                       | 1644           | Huile sur bois 74 x 143 cm          |                                                                                            | Londres, The Wallace Collection                            | Dorival, no 19             |
|       | L'Annonciation                                                                                                | 1644           | Huile sur toile 71 x 72,5 cm        |                                                                                            | New York, The Metropolitan Museum of Art                   | Dorival, no 255            |
|       | L'Annonciation                                                                                                |                | Huile sur toile 110 x 134,5 cm      |                                                                                            | Saint-Cloud, musée du Grand Siècle                         | Non catalogué              |
|       | L'Annonciation (modello)                                                                                      | 1644           | Huile sur toile 72,9 x 51,3 cm      |                                                                                            | Kingston upon Hull, Ferens Art Gallery                     | Dorival, no 25             |
|       | L'Annonciation                                                                                                | 1644           | Huile sur toile 337 x 213 cm        |                                                                                            | Londres, The Wallace Collection                            | Dorival, no 24             |
|       | L'Annonciation                                                                                                |                | Huile sur toile (ovale) 95 x 129 cm |                                                                                            | Collection particulière                                    | Dorival, no 26             |
|       | L'Ange de l'Annonciation                                                                                      |                | Huile sur toile 66 x 58 cm          |                                                                                            | Clermont-Ferrand, musée du Ranquet                         | Dorival, no 27             |
|       | L'Adoration des bergers (esquisse)                                                                            | 1644           | Huile sur toile 63 x 52 cm          |                                                                                            | Collection particulière                                    | Dorival, no 40             |
|       | L'Adoration des bergers (esquisse)                                                                            | 1644           | Huile sur toile 72 x 62 cm          |                                                                                            | Narbonne, musée d'art et d'histoire                        | Dorival, no 41             |
|       | L'Adoration des bergers                                                                                       | 1644           | Huile sur toile 340 x 220 cm        |                                                                                            | Rouen, cathédrale Notre-Dame                               | Dorival, no 39             |
|       | Portrait de Jacques Lemercier                                                                                 | 1644           | Huile sur toile 97 x 73 cm          |                                                                                            | Versailles, musée national du château                      | Dorival, no 176            |
|       | Portrait de femme en Minerve                                                                                  | 1644           | Huile sur toile 141 x 111 cm        | Attribué à Philippe de Champaigne                                                          | Paris, Conseil d'État                                      | Dorival, no 1702           |
|       | Portrait d'Anne d'Autriche en Minerve                                                                         | 1644           | Huile sur toile 141 x 111 cm        | Attribué à Philippe de Champaigne                                                          | Versailles, musée national du château                      | Dorival, no 1701           |
|       | Portrait du pasteur Pierre Dumoulin                                                                           | vers 1644      | Huile sur toile 77 x 61 cm          |                                                                                            | Collection particulière                                    | Dorival, no 167            |
|       | Portrait de Gilbert de Choiseul-Praslin                                                                       | après 1644     | Huile sur toile 129 x 97,2 cm       |                                                                                            | Collection particulière                                    | Dorival, no 160            |
|       | La Charité | vers 1645      | Huile sur toile 157 x 132 cm        | Attribution rejetée par Bernard Dorival                                                    | Nancy, musée des Beaux-Arts                                | Dorival, no 1698           |
|       | L'Adoration des bergers (modello)                                                                             | vers 1645      | Huile sur toile 102 x 58 cm         |                                                                                            | Portland, Art Museum                                       | Dorival, no 37             |
|       | L'Adoration des bergers                                                                                       | vers 1645      | Huile sur toile 234 x 163 cm        |                                                                                            | Londres, The Wallace Collection                            | Dorival, no 35             |
|       | Portrait de Monsieur Bouin                                                                                    | vers 1645      | Huile sur toile 54 x 47 cm          |                                                                                            | Collection particulière                                    | Dorival, no 2051           |
|       | Vanité | vers 1645      | Huile sur toile 28 x 37 cm          | Attribution rejetée par Bernard Dorival                                                    | Le Mans, musée de Tessé                                    | Dorival, no 1699           |
|       | Saint Augustin                                                                                                | vers 1645      | Huile sur toile 99,5 x 80,5 cm      |                                                                                            | Collection particulière                                    |                            |
|       | Saint Augustin                                                                                                | vers 1645      | Huile sur toile 78,7 x 62,2 cm      |                                                                                            | Los Angeles, Los Angeles County Museum of Art              | Dorival, suppl., no 2      |
|       | Saint Jérôme                                                                                                  | vers 1645      | Huile sur toile 73 x 62,5 cm        |                                                                                            | Collection particulière                                    | Dorival, suppl., no 3      |
|       | Le Christ remettant les clés à saint Pierre                                                                   | après 1645     | Huile sur toile 215 x 146,5         |                                                                                            | Soissons, cathédrale                                       | Dorival, no 55             |
|       | Portrait de Pierre de Bérulle                                                                                 | après 1645     | Huile sur toile 72 x 58 cm          |                                                                                            | Collection particulière                                    | Dorival, no 149            |
|       | Portrait de Martin de Barcos                                                                                  | 1646           | Huile sur toile 75,7 x 59,5 cm      |                                                                                            | Collection particulière                                    | Dorival, no 145            |
|       | Portrait de Martin de Barcos                                                                                  | 1646           | Huile sur toile 58 x 51 cm          |                                                                                            | Magny-les-Hameaux, musée national de Port-Royal-des-Champs | Dorival, no 146            |
|       | Louis XIV, Anne d'Autriche et Philippe d'Anjou présentés à la Trinité par saint Benoît et sainte Scholastique | 1646           | Huile sur toile 106 x 138 cm        |                                                                                            | Versailles, musée national du château                      | Dorival, no 190            |
|       | Portrait d'Antoine Singlin                                                                                    | vers 1646      | Huile sur toile 79 x 65 cm          |                                                                                            | Los Angeles, The J. Paul Getty Museum                      | Dorival, no 217            |
|       | Portrait de Marie de Bragelonne, Madame Bouthillier                                                           | vers 1646-1648 | Huile sur toile 61 x 51 cm          |                                                                                            | Paris, musée du Louvre                                     | Dorival, no 152            |
|       | Portrait d'Isaac Louis Lemaître de Sacy                                                                       | vers 1646-1648 | Huile sur toile 53 x 45 cm          |                                                                                            | Magny-les-Hameaux, musée national de Port-Royal-des-Champs | Dorival no 214             |
|       | Portrait de Jean Duvergier de Hauranne, abbé de Saint-Cyran                                                   | vers 1646-1648 | Huile sur toile 130 x 105 cm        |                                                                                            | Versailles, musée national du château                      | Dorival, no 216            |
|       | Le Christ au jardin des oliviers                                                                              | vers 1646-1650 | Huile sur toile 72 x 90,5 cm        |                                                                                            | Rennes, musée des Beaux-Arts                               | Dorival, suppl., no 17 bis |
|       | Portrait de Valentin Valleron de Perrochel                                                                    | 1647           | Huile sur toile 72 x 60 cm          |                                                                                            | Collection particulière                                    | Dorival, no 199            |
|       | Portrait de Valentin Valleron de Perrochel                                                                    | 1647           | Huile sur toile 72 x 60 cm          |                                                                                            | Boston, Museum of Fine Arts                                | Dorival, no 1778           |
|       | Sainte Julienne de Cornillon                                                                                  | vers 1647      | Huile sur toile 47,5 x 38,7 cm      |                                                                                            | Birmingham, Barber Institute of Fine Arts                  | Dorival, no 128            |
|       | Portrait de Jean Duvergier de Hauranne, abbé de Saint-Cyran                                                   | 1647-1648      | Huile sur toile 74 x 57 cm          |                                                                                            | Grenoble, musée de Grenoble                                | Dorival, no 215            |
|       | Portrait du prévôt des marchands et des échevins de Paris                                                     | 1647-1648      | Huile sur toile 200 x 270 cm        |                                                                                            | Paris, musée du Louvre                                     | Dorival, no 173            |
|       | Portrait de Gabriel Fournier ou Pierre Helyot                                                                 | 1648           | Huile sur toile 80 x 60 cm          |                                                                                            | Aix-en-Provence, musée Granet                              | Dorival, no 169            |
|       | Moïse présentant les tables de la Loi                                                                         | 1648           | Huile sur toile 93 x 74,1 cm        |                                                                                            | Milwaukee, Art Center                                      | Dorival, no 12             |
|       | Moïse présentant les tables de la Loi                                                                         |                | Huile sur toile 92 x 74 cm          |                                                                                            | Saint-Pétersbourg, musée de l'Ermitage                     | Dorival, no 13             |
|       | La Présentation au Temple                                                                                     | 1648           | Huile sur toile 257 x 197 cm        |                                                                                            | Bruxelles, musées royaux des Beaux-Arts                    | Dorival, no 46             |
|       | La Cène dite La petite Cène                                                                                   | 1648           | Huile sur toile 80,5 x 149 cm       |                                                                                            | Paris, musée du Louvre                                     | Dorival, no 59             |
|       | La Cène | vers 1648      | Huile sur toile 182 x 265 cm        | Attribution rejetée par Bernard Dorival                                                    | Lyon, musée des Beaux-Arts                                 | Dorival, no 1645           |
|       | Sainte Madeleine                                                                                              | 1648           | Huile sur toile 103,5 x 78,3 cm     |                                                                                            | Houston, Museum of Fine Arts                               | Dorival, no 130            |
|       | Portrait d'Angélique Arnauld                                                                                  | 1648           | Huile sur toile 63 x 53 cm          |                                                                                            | Versailles, musée national du château                      | Dorival, no 141            |
|       | Portrait d'Angélique Arnauld                                                                                  | 1648           | Huile sur toile 63 x 53 cm          |                                                                                            | Chantilly, musée Condé                                     | Dorival, no 142            |
|       | Le Christ et la Samaritaine                                                                                   | vers 1648-1650 | Huile sur toile 113cm de diamètre   |                                                                                            | Caen, musée des Beaux-Arts                                 | Dorival, no 52             |
|       | Saint Philippe                                                                                                | 1649           | Huile sur toile 117 x 89 cm         |                                                                                            | Paris, musée du Louvre                                     |                            |
|       | Portrait de François et Jean-Louis Habert de Montmor                                                          | 1649           | Huile sur toile 46 x 57 cm          |                                                                                            | Magny-les-Hameaux, musée national de Port-Royal-des-Champs | Dorival, no 198            |
|       | Portrait des enfants Habert de Montmor                                                                        | 1649           | Huile sur toile 122 x 185 cm        |                                                                                            | Reims, musée des Beaux-Arts                                | Dorival, no 197            |
|       | Portrait d'Omer II Talon                                                                                      | 1649           | Huile sur toile 225 x 162 cm        |                                                                                            | Washington, The National Gallery of Art                    | Dorival, no 218            |
|       | Portrait d'Omer II Talon                                                                                      | vers 1649      | Huile sur toile 112 x 61,5 cm       |                                                                                            | Collection particulière                                    | Dorival, suppl., no 18 bis |
|       | Portrait de Vincent Voiture                                                                                   | vers 1649      | Huile sur toile 69 x 58 cm          |                                                                                            | Saint-Louis, Art Museum                                    | Dorival, no 220            |
|       | Le Christ en croix implorant le Père                                                                          | avant 1650     | Huile sur toile 225 x 150 cm        |                                                                                            | Paris, musée du Louvre                                     | Dorival, no 67             |
|       | Le Christ en croix implorant le Père                                                                          |                | Huile sur toile 500 x 300 cm        |                                                                                            | Chaumes-en-Brie, église Saint-Pierre-Saint-Paul            | Dorival, no 69             |
|       | Saint Paul | avant 1650     | Huile sur toile 38,7 x 31,5 cm      |                                                                                            | Troyes, musée des Beaux-Arts                               |                            |

### Années 1650
| Image | Titre                                                                                          | Date           | Techniques et dimensions           | Commentaire | Lieu de conservation                                         | Référence                         |
| ----- | ---------------------------------------------------------------------------------------------- | -------------- | ---------------------------------- | --- | ------------------------------------------------------------ | --------------------------------- |
|       |                                                                                                |                |                                    | |                                                              |                                   |
|       | Portrait d'homme dit autrefois Robert Arnauld d'Andilly ou Charles Coiffier                    | 1650           | Huile sur toile 90 x 72 cm         | | Paris, musée du Louvre                                       | Dorival, no 161                   |
|       | Louis XIV, en présente d'Anne d'Autriche et de Philippe d'Anjou, offre son sceptre à la Vierge | 1650           | Huile sur toile 118,8 x 100 cm     | | Hambourg, Kunsthalle                                         | Dorival, no 191                   |
|       | Portrait de Rémi Tronchot                                                                      | 1650           | Huile sur toile 82 x 65 cm         | | Bruxelles, musée royal des Beaux-Arts                        | Dorival, no 219                   |
|       | Portrait d'un prélat                                                                           | 1650           | Huile sur toile 75,5 x 60,5 cm     | | Collection particulière                                      | Dorival, no 225                   |
|       | Portrait de Victor Bouthillier                                                                 | 1650           | Huile sur toile 80 x 70 cm         | | Tours, musée des Beaux-Arts                                  | [ 7 ]                             |
|       | Paysage                                                                                        | vers 1650      | Huile sur toile 33,5 x 66,5 cm     | | Lille, Palais des Beaux-Arts                                 |                                   |
|       | La Conversion de saint Augustin                                                                | vers 1650      | Huile sur toile 65 x 83 cm         | | Magny-les-Hameaux, musée national de Port-Royal-des-Champs   | Dorival, no 99                    |
|       | Joseph et la femme de Putiphar                                                                 | vers 1650-1660 | Huile sur toile 132 x 113,5 cm     | | Princeton, University Art Museum                             | Dorival, no 443, et suppl., no 18 |
|       | Portrait d'Honoré II de Monaco                                                                 | 1651           | Huile sur toile 72 x 58 cm         | | Monaco, Palais princier                                      | Dorival, no 171                   |
|       | Portrait de Giovanni Antonio Philippini                                                        | 1651           | Huile sur toile                    | | Rome, Couvent San Martino ai Monti                           | Dorival, no 200                   |
|       | Portrait de Giovanni Antonio Philippini                                                        | 1651           | Huile sur toile 74 x 61 cm         | | Boston, Museum of Fine Arts                                  | Dorival, no 201                   |
|       | La Madeleine en prière dans la grotte de la Sainte-Baume                                       | vers 1651      | Huile sur toile 96 x 70 cm         | | Collection particulière                                      | Dorival, suppl., no 19            |
|       | Portrait de Pomponne II de Bellièvre                                                           | 1651-1653      | Huile sur toile 105 x 82 cm        | | Aix-en-Provence, musée Granet                                | Dorival, no 148                   |
|       | La Cène dite La grande Cène                                                                    | vers 1652      | Huile sur toile 158 x 233 cm       | | Paris, musée du Louvre                                       | Dorival, no 61                    |
|       | Le Bon Pasteur                                                                                 | vers 1652      | Huile sur toile 150 x 92,5 cm      | Attribué à Philippe ou Jean-Baptiste de Champaigne                                                                       | Magny-les-Hameaux, musée national de Port-Royal-des-Champs   | Dorival, no 93                    |
|       | Le Bon Pasteur                                                                                 | vers 1652      | Huile sur toile 154 x 95 cm        | Attribué à Nicolas de Plattemontagne par Bernard Dorival. Aujourd'hui attribué à Philippe ou Jean-Baptiste de Champaigne | Tours, musée des Beaux-Arts                                  | Dorival, no 1675                  |
|       | Portrait de Marie de Bragelonne, Madame Bouthillier                                            | vers 1652-1653 | Huile sur toile 63 x 52 cm         | | Collection particulière                                      | Dorival, no 153                   |
|       | Portrait de Charles II d'Angleterre                                                            | 1653           | Huile sur toile 126 x 100 cm       | | Cleveland, Museum of Art                                     | Dorival, no 157                   |
|       | Portrait de Charles II d'Angleterre                                                            |                | Huile sur toile 117 x 92 cm        | | Collection particulière                                      | Dorival, no 158                   |
|       | Portrait de Jean-Antoine de Mesmes                                                             | 1653           | Huile sur toile 227 x 165 cm       | | Paris, musée du Louvre                                       | Dorival, no 195                   |
|       | Portrait du cardinal Jules Mazarin                                                             | vers 1653      | Huile sur toile 205 x 144 cm       | | Chantilly, musée Condé                                       | Dorival, no 194                   |
|       | Le Christ mort                                                                                 | 1654           | Huile sur toile 68 x 197 cm        | | Paris, musée du Louvre                                       | Dorival, no 74                    |
|       | La Vierge de douleur au pied de la Croix                                                       |                | Huile sur toile 52 x 42,5 cm       | | Leipzig, Museum der bildenden Künste                         | Dorival, no 2046                  |
|       | La Vierge de douleur au pied de la Croix                                                       |                | Huile sur toile 178 x 125 cm       | | Paris, musée du Louvre                                       | Dorival, no 75                    |
|       | L'Ange gardien                                                                                 | 1654           | Huile sur toile 165 x 128 cm       | A aussi été attribué à Nicolas de Plattemontagne                                                                         | Crux-la-Ville, église Saint-Nazaire                          |                                   |
|       | Portrait d'Angélique Arnauld                                                                   | 1654           | Huile sur toile 130 x 98 cm        | | Paris, musée du Louvre                                       | Dorival, no 143                   |
|       | Portrait d'Henri Groulart de La Court                                                          | 1654           | Huile sur toile 92,5 x 75,5 cm     | | Budapest, musée des Beaux-Arts                               | Dorival, no 170                   |
|       | Portrait de Germain Piètre                                                                     | 1654           | Huile sur toile 73 x 59 cm         | | Paris, musée Carnavalet                                      | Dorival, no 202                   |
|       | Portrait d'un échevin de Paris                                                                 | 1654           | Huile sur toile 80 x 65 cm         | autrefois au Museum of Art de Toledo. Vendu en 2014                                                                      | Collection particulière                                      | Dorival, no 226                   |
|       | Portrait d'un échevin de Paris                                                                 | 1654           | Huile sur toile                    | | Détruit en 1944, autrefois à Berlin, Kaiser Friedrich Museum |                                   |
|       | Portrait d'homme dit à tort Jean-Baptiste Colbert                                              | vers 1654      | Huile sur toile 88 x 71 cm         | | Paris, musée Jacquemart-André                                | Dorival, no 164                   |
|       | Vierge à l'Enfant endormi                                                                      | vers 1654-1655 | Huile sur toile 82 x 60 cm         | | Agen, musée des Beaux-Arts                                   | Dorival, no 92                    |
|       | Portrait de trois enfants                                                                      | 1655           | Huile sur toile 170 x 145 cm       | Attribution rejetée par Bernard Dorival                                                                                  | Lyon, musée des Arts décoratifs                              | Dorival, no 1858                  |
|       | La Présentation au Temple                                                                      | 1655           | Huile sur toile 340 x 232 cm       | | Saumur, chapelle de l'Hospice                                | Dorival, no 49                    |
|       | Le Christ en Croix                                                                             | 1655           | Huile sur toile 228 x 192 cm       | | Grenoble, musée de Grenoble                                  | Dorival, no 70                    |
|       | Le Christ en Croix                                                                             | vers 1655      | Huile sur toile 90 x 55 cm         | | Kansas City, The Nelson-Atkins Museum of Art                 | Dorival, no 2044                  |
|       | Le Christ en Croix                                                                             | vers 1655      | Huile sur toile 84 x 63 cm         | | Ottawa, National Gallery of Canada                           | Dorival, no 2045                  |
|       | Le Christ en Croix                                                                             |                | Huile sur toile 170 x 93 cm        | | Collection particulière                                      | Dorival, no 71                    |
|       | Le Christ en Croix                                                                             | vers 1655      | Huile sur toile 94 x 70 cm         | | Toledo, Museum of Art                                        | Dorival, suppl., no 19 bis        |
|       | Portrait de Jean-Baptiste Colbert                                                              | 1655           | Huile sur toile 92 x 72 cm         | | New York, The Metropolitan Museum of Art                     | Dorival, no 163                   |
|       | Portrait de Louis XIII                                                                         | 1655           | Huile sur toile 108 x 86 cm        | | Madrid, musée du Prado                                       | Dorival, no 187                   |
|       | Le sommeil d'Élie                                                                              | vers 1655      | Huile sur toile 185 x 205 cm       | | Le Mans, musée de Tessé                                      | Dorival, no 14                    |
|       | Le Christ aux outrages ou Ecce Homo                                                            | vers 1655      | Huile sur toile 186 x 126 cm       | | Magny-les-Hameaux, musée national de Port-Royal des Champs   | Dorival, no 62                    |
|       | Vie de saint Benoît : Les deux sœurs excommuniées                                              | 1655-1656      | Huile sur toile 73,7 x 99 cm       | | Calke Abbey (Derbyshire), château                            | Non catalogué                     |
|       | Vie de saint Benoît : L'Ange désignant à saint Benoît l'emplacement du Mont-Cassin             | 1655-1656      | Huile sur toile 93 x 148 cm        | | Paris, musée Carnavalet                                      | Dorival, suppl., no 13            |
|       | Vie de saint Benoît : Saint Benoît nourri par le frère Romain                                  | 1655-1656      | Huile sur toile 109,8 x 148,2 cm   | | Bruxelles, musée royal des Beaux-Arts                        | Dorival, no 100                   |
|       | Vie de saint Benoît : Le poison évité ou La cruche empoisonnée                                 | 1655-1656      | Huile sur toile 91,5 x 78,5 cm     | | Saint-Pétersbourg, musée de l'Ermitage                       | Dorival, no 101                   |
|       | Vie de saint Benoît : Saint Benoît accueille Placide et Maur                                   | 1655-1656      | Huile sur toile 90 x 78 cm         | | Menton, musée                                                | Dorival, no 102                   |
|       | Vie de saint Benoît : La fontaine miraculeuse                                                  | 1655-1656      | Huile sur toile 109,8 x 148,2 cm   | | Bruxelles, musée royal des Beaux-Arts                        | Dorival, no 103                   |
|       | Vie de saint Benoît : La hache rattachée à son manche                                          | 1655-1656      | Huile sur toile 109,8 x 214,2 cm   | | Bruxelles, musée royal des Beaux-Arts                        | Dorival, no 104                   |
|       | Vie de saint Benoît : Placide retiré de l'eau par Maur                                         | 1655-1656      | Huile sur toile 109,8 x 222,3 cm   | | Bruxelles, musée royal des Beaux-Arts                        | Dorival, no 105                   |
|       | Vie de saint Benoît : La pierre exorcisée                                                      | 1655-1656      | Huile sur toile 109,8 x 84,9 cm    | | Bruxelles, musée royal des Beaux-Arts                        | Dorival, no 107                   |
|       | Vie de saint Benoît : L'enfant ressuscité                                                      | 1655-1656      | Huile sur toile 132 x 198 cm       | | Bruxelles, musée royal des Beaux-Arts                        | Dorival, no 108                   |
|       | Vie de saint Benoît : La messe ou la mort de saint Benoît                                      | 1655-1656      | Huile sur toile 96 x 144 cm        | | Collection particulière                                      | Dorival, suppl., no 12            |
|       | Portrait de Louis de Béthune, duc de Chârost                                                   | vers 1655-1660 | Huile sur toile 72 x 60 cm         | | Saint-Cloud, musée du Grand Siècle                           |                                   |
|       | Saint Charles Borromée                                                                         | après 1655     | Huile sur toile 225 x 130 cm       | Peint en collaboration avec son fils Jean-Baptiste de Champaigne                                                         | Orléans, musée des Beaux-Arts                                | Dorival, no 150                   |
|       | Saint Bruno                                                                                    | avant 1656     | Huile sur toile 100 x 78,5 cm      | | Stockholm, Nationalmuseum                                    | Dorival, suppl., no 20            |
|       | Adam et Eve pleurant la mort d'Abel (esquisse)                                                 | 1656           | Huile sur toile 52 x 62 cm         | | Vienne, Kunsthistorisches Museum                             | Dorival, no 9                     |
|       | Adam et Eve pleurant la mort d'Abel (modello)                                                  | 1656           | Huile sur bois 41 x 55 cm          | | Collection particulière                                      | Dorival, no 10                    |
|       | Adam et Eve pleurant la mort d'Abel                                                            | 1656           | Huile sur toile 312 x 394 cm       | | Vienne, Kunsthistorisches Museum                             | Dorival, no 8                     |
|       | Adam et Eve pleurant la mort d'Abel (réduction)                                                | 1656           | Huile sur toile 130 x 172 cm       | | Collection particulière                                      | Dorival, suppl., no 22            |
|       | Portrait d'homme dit à tort Jean-Baptiste Colbert                                              | 1656           | Huile sur toile 75 x 57,8 cm       | | Collection particulière                                      | Dorival, no 166                   |
|       | Portrait de deux hommes                                                                        | 1656           | Huile sur toile 88 x 117 cm        | Attribution rejetée par Bernard Dorival, mais aujourd'hui rendu à Philippe de Champaigne.                                | Paris, musée du Louvre                                       | Dorival, no 1774                  |
|       | Sainte Geneviève                                                                               | 1656           | Huile sur toile 147 x 57 cm        | | Bruxelles, musée royal des Beaux-Arts                        | Dorival, no 109                   |
|       | Saint Joseph                                                                                   | 1656           | Huile sur toile 147 x 57 cm        | | Bruxelles, musée royal des Beaux-Arts                        | Dorival, no 127                   |
|       | Portrait présumé de Noël de Bullion                                                            | 1656           | Huile sur toile 71,5 x 64 cm       | | Collection particulière                                      | Dorival, no 413, et suppl., no 24 |
|       | Portrait présumé de Noël de Bullion                                                            | vers 1656      | Huile sur toile 81 x 65 cm         | | Collection particulière                                      | Dorival, no 337                   |
|       | Portrait présumé de Noël de Bullion                                                            | vers 1656      | Huile sur toile 78 x 60 cm         | | Stockholm, Nationalmuseum                                    | Dorival, suppl., no 25            |
|       | Le repas chez Simon                                                                            | vers 1656      | Huile sur toile 292 x 399 cm       | | Nantes, musée d'Arts                                         | Dorival, no 53                    |
|       | Le souper à Emmaüs                                                                             | vers 1656      | Huile sur toile 123 x 169 cm       | | Angers, musée des Beaux-Arts                                 | Dorival, no 76                    |
|       | La Fuite en Egypte                                                                             | vers 1656      | Huile sur bois 92 x 132 cm         | | Senlis, musée d'Art et d'Archéologie                         | Dorival, no 50                    |
|       | Le souper à Emmaüs                                                                             |                | Huile sur toile 217 x 226 cm       | | Gand, musée des Beaux-Arts                                   | Dorival, no 78                    |
|       | L'Assomption                                                                                   | vers 1656      | Huile sur toile 208 x 187 cm       | | Alençon, musée des Beaux-Arts et de la dentelle              | Dorival, no 86                    |
|       | L'Assomption                                                                                   | vers 1656      | Huile sur toile 193 cm de diamètre | | Marseille, musée des Beaux-Arts                              | Dorival, no 87                    |
|       | Le Christ ressuscité en gloire imploré en faveur des âmes du Purgatoire                        | vers 1656      | Huile sur toile 380 x 251 cm       | | Toulouse, musée des Augustins                                | Dorival, no 6                     |
|       | L'Apothéose de la Madeleine                                                                    | vers 1656      | Huile sur toile 285 x 380 cm       | | Marseille, musée des Beaux-Arts                              | Dorival, no 132                   |
|       | Paysage avec sainte Marie pénitente guérissant les malades                                     | vers 1656      | Huile sur toile 216 x 333 cm       | | Paris, musée du Louvre                                       | Dorival, no 231                   |
|       | Paysage avec sainte Thaïs libérée de sa cellule par Paphnuce                                   | vers 1656      | Huile sur toile 230 x 356 cm       | | Paris, musée du Louvre                                       | Dorival, no 232                   |
|       | Paysage avec sainte Pélagie se retirant dans la solitude                                       | vers 1656      | Huile sur toile 216 x 333 cm       | | Mayence, Musée régional de Mayence                           | Dorival, no 233                   |
|       | Paysage avec sainte Marie l'Egyptienne communiée par saint Zozyme                              | vers 1656      | Huile sur toile 200 x 282 cm       | | Tours, musée des Beaux-Arts                                  | Dorival, no 234                   |
|       | La Trinité                                                                                     | vers 1656-1657 | Huile sur toile                    | | Alençon, musée des Beaux-Arts et de la Dentelle              | Dorival, no 1                     |
|       | Sainte Madeleine                                                                               | 1657           | Huile sur toile 130 x 97 cm        | | Rennes, musée des Beaux-Arts                                 | Dorival, no 131                   |
|       | Portrait de Martin Lemaire, échevin de Paris                                                   | 1657           | Huile sur toile 70 x 60 cm         | | Londres, The Wallace Collection                              | Dorival, no 174                   |
|       | Saint Jean Baptiste                                                                            | vers 1657      | Huile sur toile 131 x 98 cm        | | Grenoble, musée de Grenoble                                  | Dorival, no 125                   |
|       | Paysage avec la vocation de saint Pierre                                                       | vers 1657      | Huile sur toile 73 x 99 cm         | | Florence, Galerie des Offices                                | Dorival, no 228                   |
|       | Portrait de François Lotin de Charny                                                           | vers 1657      | Huile sur toile 66 x 53 cm         | | Edimbourg, National Gallery of Scotland                      | Dorival, no 2051 bis              |
|       | Saint Gervais et saint Protais apparaissent à saint Ambroise (modello)                         | 1657-1658      | Huile sur bois 50 x 92 cm          | | Collection particulière                                      | Dorival, suppl., no 26            |
|       | Saint Gervais et saint Protais apparaissent à saint Ambroise                                   | 1657-1658      | Huile sur toile 360 x 681 cm       | | Paris, musée du Louvre                                       | Dorival, no 111                   |
|       | Portrait d'Isaac Louis Le Maître de Sacy                                                       | 1658           | Huile sur toile 68 x 56 cm         | Longtemps considéré comme une copie ; attribué à Philippe de Champaigne                                                  | Versailles, musée national du château                        | Dorival, no 397                   |
|       | La Sainte Face                                                                                 | vers 1658      | Huile sur toile 65 x 49 cm         | | Brighton, The Royal Pavilion, Librairies and Museums         | [ 9 ]                             |
|       | L'invention des reliques de saint Gervais                                                      | 1658-1660      | Huile sur toile 360 x 681 cm       | | Lyon, musée des Beaux-Arts                                   | Dorival, no 115                   |
|       | Deux têtes décapitées                                                                          | 1658-1660      | Huile sur toile 45 x 63,5 cm       | | Bayeux, musée Baron-Gérard                                   | Dorival, no 117                   |

### Années 1660
| Image | Titre | Date           | Techniques et dimensions       | Commentaire                                        | Lieu de conservation                       | Référence              |
| ----- | --- | -------------- | ------------------------------ | -------------------------------------------------- | ------------------------------------------ | ---------------------- |
|       | |                |                                |                                                    |                                            |                        |
|       | Portrait de Jean de Thévenot                                                                                | vers 1660      | Huile sur toile 190 x 97,5 cm  |                                                    | Collection particulière                    | Dorival, suppl., no 32 |
|       | Portrait de Jean de Thévenot                                                                                | vers 1660      | Huile sur toile 60 x 43,2 cm   |                                                    | San Marino, The Huntington Art Museum      | Non catalogué          |
|       | Portrait présumé de Jérôme II Lemaître                                                                      | vers 1660      | Huile sur toile                |                                                    | Collection particulière                    | Dorival, suppl., no 28 |
|       | Paysage avec Jésus guérissant les aveugles de Jéricho                                                       | vers 1660 ?    | Huile sur toile 104 x 142 cm   |                                                    | San Diego, Timken Art Gallery              | Dorival, no 230        |
|       | La translation des reliques de saint Gervais et saint Protais                                               | 1660-1661      | Huile sur toile 360 x 681 cm   |                                                    | Paris, musée du Louvre                     | Dorival, no 118        |
|       | Portrait de Catherine de Champaigne, dite Catherine de Sainte-Suzanne                                       | 1662           | Huile sur toile 65 x 54 cm     |                                                    | Collection particulière                    | Dorival, no 156        |
|       | Portrait d'Agnès Arnauld                                                                                    | 1662           | Huile sur toile 75 x 59 cm     |                                                    | Versailles, musée national du château      | Dorival, no 139        |
|       | Agnès Arnauld et Catherine de Sainte-Suzanne dit L'Ex-Voto de 1662                                          | 1662           | Huile sur toile 165 x 229 cm   |                                                    | Paris, musée du Louvre                     | Dorival, no 140        |
|       | L'Enfant Jésus retrouvé par ses parents au Temple                                                           | 1663           | Huile sur toile 244 x 170 cm   |                                                    | Angers, musée des Beaux-Arts               | Dorival, no 51         |
|       | Moïse tenant les tables de la Loi                                                                           | 1663           | Huile sur toile 180 x 92 cm    | Attribution rejetée par Bernard Dorival            | Amiens, musée de Picardie                  | Dorival, no 1623       |
|       | Portrait de Madeleine Leschassier                                                                           | vers 1663      | Huile sur toile 66 x 54 cm     |                                                    | Collection particulière                    | Dorival, no 177        |
|       | Portrait de Madeleine Leschassier                                                                           | vers 1664      | Huile sur toile 59,1 x 43,5 cm |                                                    | Collection particulière                    | Dorival, suppl., no 30 |
|       | Portrait de Jérôme Bignon                                                                                   | vers 1664      | Huile sur toile 77,7 x 62,5 cm |                                                    | Collection particulière                    |                        |
|       | Louis XIV recevant Philippe d'Anjou dans l'Ordre du Saint-Esprit le 8 juin 1654 dans la cathédrale de Reims | 1665           | Huile sur toile 355 x 396 cm   |                                                    | Grenoble, musée de Grenoble                | Dorival, no 367        |
|       | Portrait de Robert Arnauld d'Andilly                                                                        | 1667           | Huile sur toile 76 x 64 cm     |                                                    | Paris, musée du Louvre                     | Dorival, no 137        |
|       | Portrait de Nicolas Henin de Cuvilers                                                                       | vers 1667-1670 | Huile sur toile 110 x 82 cm    |                                                    | Collection particulière                    | Dorival, suppl., no 31 |
|       | Portrait de Jérôme II Le Maistre                                                                            | 1668           | Huile sur toile 202 x 150 cm   |                                                    | Karlsruhe, Staatlische Kunsthalle          | Dorival, no 175        |
|       | La Bienheureuse Isabelle de France                                                                          | vers 1668-1670 | Huile sur toile 260 x 175 cm   |                                                    | Paris, église Notre-Dame-de-Bonne-Nouvelle | Dorival, no 121        |
|       | Saint Léonard refusant les présents du roi de France                                                        | 1669           | Huile sur toile 227 x 145 cm   | A aussi été attribué à Jean-Baptiste de Champaigne | Genève, musée d'Art et d'Histoire          | Dorival, no 129        |

### Années 1670 et œuvres non datées
| Image | Titre                                                                            | Date | Techniques et dimensions           | Commentaire | Lieu de conservation                      | Référence                             |
| ----- | -------------------------------------------------------------------------------- | ---- | ---------------------------------- | ----------- | ----------------------------------------- | ------------------------------------- |
|       |                                                                                  |      |                                    |             |                                           |                                       |
|       | L'Assomption                                                                     | 1671 | Huile sur toile 245 x 185 cm       |             | Saint-Julien-en-Beauchêne, église         | Dorival, no 88                        |
|       | L'Assomption                                                                     | 1673 | Huile sur toile 280 x 173 cm       |             | Bordeaux, église Saint-Bruno              | Dorival, no 89                        |
|       | Le Christ de Pitié                                                               | 1673 | Huile sur toile 63 x 59 cm         |             | Collection particulière                   | Dorival, no 63                        |
|       | La Vierge de Pitié                                                               |      | Huile sur toile 76 x 52 cm         |             | Metz, musée de la Cour d'Or               | Dorival, no 64                        |
|       | La Vierge à la grappe et l'Enfant Jésus                                          |      | Huile sur toile 90 x 72 cm         |             | Bayeux, musée Baron-Gérard                | Dorival, no 90                        |
|       | Saint Joseph                                                                     |      | Huile sur toile 148 x 89,5 cm      |             | Localisation actuelle inconnue            | Dorival, no 2053 et peut-être no 1483 |
|       | Saint Jacques le Majeur                                                          |      | Huile sur toile 61 x 52 cm         |             | Collection particulière                   | Dorival, no 124                       |
|       | Portrait d'homme                                                                 |      | Huile sur toile 102 cm de diamètre |             | New York, The New York Historical Society | Dorival, no 222                       |
|       | Paysage avec Jésus guérissant le sourd-muet                                      |      | Huile sur toile 59 x 74 cm         |             | Ann Arbor, Michigan Art Gallery           | Dorival, no 229                       |
|       | La Madeleine                                                                     |      | Huile sur toile 72,5 x 59 cm       |             | Tokyo, musée national d'art occidental    | Dorival, no 2048                      |
|       | Dieu le Père                                                                     |      | Huile sur toile 160 x 180 cm       |             | Paris, église Saint-Gervais-Saint-Protais | Dorival, no 430 ?                     |
|       | Portrait présumé de Marie-Madeleine de Vignerot du Plessis, duchesse d'Aiguillon |      | Huile sur toile                    |             | Collection particulière                   |                                       |
|       | Le songe de Joseph                                                               |      | Huile sur toile 135 x 93 cm        |             | La Havane, Museo Nacional de Bellas Artes |                                       |

### Autrefois attribués
| Image | Titre               | Date | Techniques et dimensions         | Commentaire | Lieu de conservation           | Référence |
| ----- | ------------------- | ---- | -------------------------------- | --- | ------------------------------ | --- |
|       |                     |      |                                  | |                                | |
|       | Portrait de Turenne |      | Huile sur toile ovale 63 × 53 cm | « Provenant probablement de Crécy », un des châteaux de Madame de Pompadour, acquis en 1866 à la vente Lamésange de Dreux | Chartres, musée des Beaux-Arts | - Émile Bellier de La Chavignerie, Notice des peintures, dessins et sculptures par P. Bellier de La Chavignerie ; Musée de Chartres (2e édition), Chartres, impr. de E. Garnier, 1875, 124 p. (BNF 30080667, lire en ligne), p. 8. ; - Marcel Langlois, Le Musée de Chartres - 28 gravures : Antiquité, moyen âge, renaissance, temps modernes ; peinture, sculpture, dessin, histoire naturelle, Chartres, Société archéologique d'Eure-et-Loir, 1906, 122 p. (BNF 30735918, lire en ligne), vue 51/122. |